# Leontodon taraxacoides
Leontodon taraxacoides là một loài thực vật có hoa trong họ Cúc. Loài này được (Vill.) Willd. ex Mérat mô tả khoa học đầu tiên năm 1831.

## Liên kết ngoài

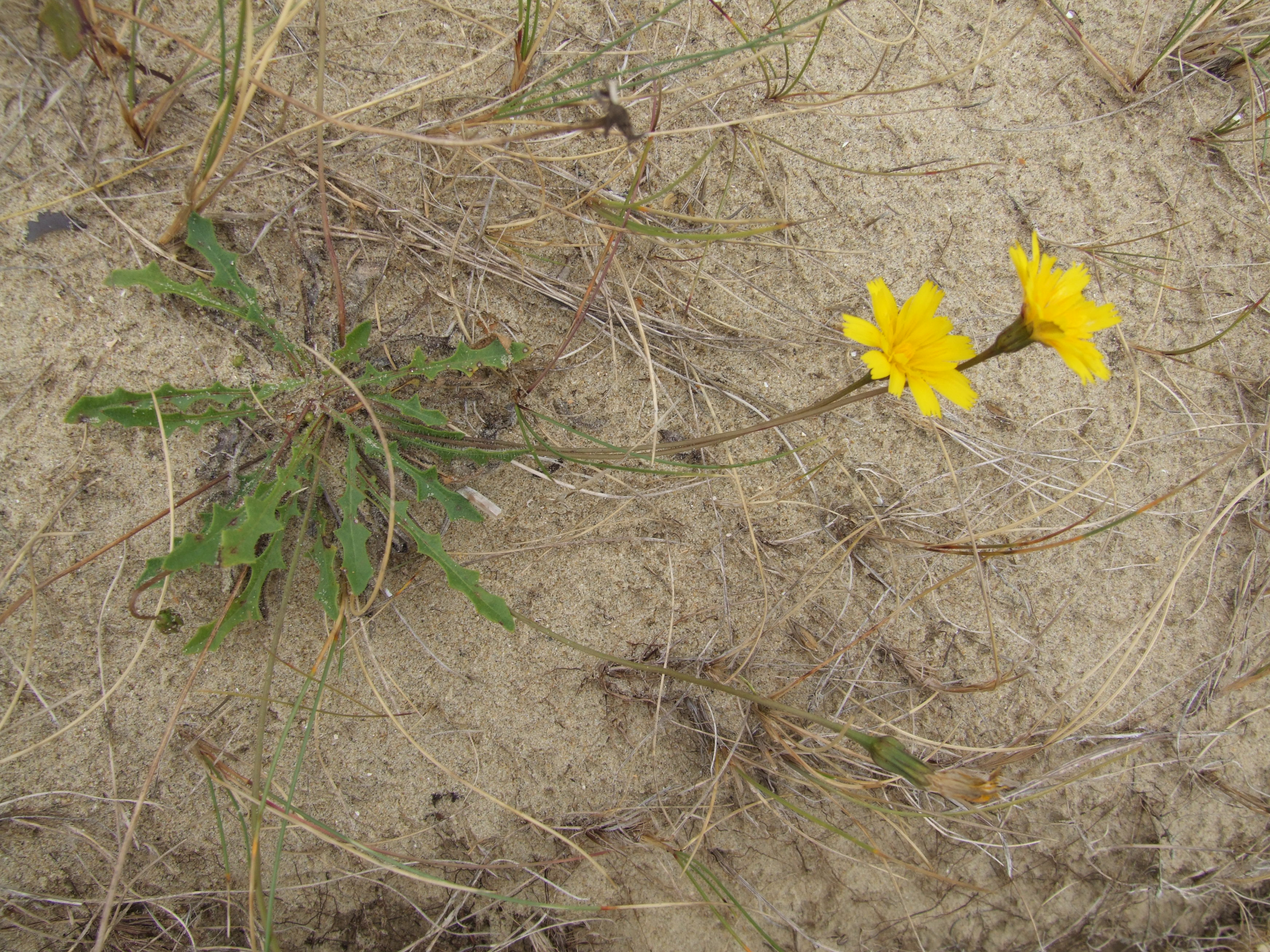
Leontodon saxatilis